# Józef Grzesiak
Józef Grzesiak (Popów, Poljska, 18. veljače 1941.) je nekadašnji poljski amaterski boksač. U težinskoj kategoriji do 71 kg osvojio je broncu na Olimpijadi u Tokiju 1964. Također, u svojoj kategoriji bio je trostruki uzastopni nacionalni prvak a nastupao je za boksačke klubove Pafawag Wrocław i Gwardia Wrocław.
Danas radi kao boksački trener.